# Louis Brus
Louis E. Brus (Cleveland, 1943) é um físico e químico estadunidense. É professor de química na Universidade Columbia. É o descobridor dos nanocristais semicondutores coloidais conhecidos como pontos quânticos.
Em 2010 foi laureado com o Prêmio em Ciências Químicas NAS e em 2012 com o Prêmio Bower de Realização em Ciência. Em 2008 recebeu o Prêmio Kavli inaugural em nanociência, e foi co-recipiente em 2006 do Prêmio R. W. Wood da Optical Society. Foi eleito para a Academia Nacional de Ciências dos Estados Unidos em 2004 e é membro da Academia de Ciências e Letras da Noruega.
Em 2023, Brus recebeu o Prêmio Nobel de Química.